# Carine Bado
Carine Bado né Sawadogo est une réalisatrice et productrice burkinabè. 

## Biographie
Carine Bado / Sawadogo débute sa carrière au théâtre avec le Théâtre scolaire avec Amadou Bourou entre 1990 et 1992. En 1992, elle est suivie par le réalisateur Abdoulaye Dao. La même année, elle joue en tant qu’actrice dans le film « Wendemi » de Pierre Yaméogo. Entre 1998 et 2004, elle poursuit parallèlement ses études en communication. 
Par manque d’école de cinéma au Burkina Faso, elle apprend auprès de ces deux mentors le métier de script, et conduit dès ses débuts au scénario de plusieurs films dont « Moi et mon blanc » de Pierre Yaméogo. Aujourd’hui, elle est également productrice et dispense des formations à la jeune génération de cinéaste. En 2023, elle rejoint le comité artistique de l’incubateur Ouaga Tout Court auprès de Salam Zampaligré et Abdoul Salam Koussoubé. 
Elle est mariée au producteur Bertin Florent Babo qui a produit son film à succès « Zalissa ». 

## Filmographie
- 2008 : Des déchets à valeur d’or
- 2010 : Ouaga Paradiso
- 2011 : BENE, la production du sésame au Burkina Faso[3],
- 2012 : Regard au féminin de Issaka Compaoré (actrice)
- 2015 : Fille de sa mère[4],
- 2020 : Zalissa
- 2022 : Une femme à Kosyam co-réalisé avec Serge Armel Sawadogo[5].

## Distinctions et selections
- 2021 : Poulin de Bronze au FESPACO avec son film « Zalissa »
- 2021 : Prix Félix Houphouët BOIGNY du Conseil de l’Entente au FESPACO avec son film « Zalissa »[6],
- 2021 : Sélection Officielle au Festival Ciné Droit Libre avec son film « Zalissa »
- 2022 : Trophée + 2ième prix au Gala du court métrage de Saint Louis avec son film « Zalissa »
- 2022 : Sélection Officielle compétition à la 2ième édition de Hope Film Festival avec Zalissa